# Amerila roseomarginata
Amerila roseomarginata là một loài bướm đêm thuộc phân họ Arctiinae, họ Erebidae.